# 潘駿章
潘駿章（?—?），為中國清朝官員，本籍安徽。他於1872年（同治11年）奉旨擔任按察使銜分巡台灣兵備道，為台灣清治時期這階段的地方統治者。
| 前任： 周懋琦 | 按察使銜分巡台灣兵備道 1872年上任 | 繼任： 夏獻綸 |